# Un angelo (Gianni Celeste)
Un angelo è un album del cantante siciliano Gianni Celeste, cantato in lingua napoletana, pubblicato nel 2004.

## Tracce
1. Un angelo
2. A meze maneche
3. Viento 'e maggio
4. So cuotto 'e te
5. 'A colpa è 'a mia
6. L'infiltrato
7. Nera sera
8. Ammore carnale
9. La mia dolce bambola
10. Gentiluomo